# 薩盧達鎮區 (北卡羅萊納州波爾克縣)
薩盧達鎮區（英語：Saluda Township）是位於美國北卡羅萊納州波爾克縣的一個鎮區。

## 地方資料
薩盧達鎮區的面積為86.50平方千米，皆為陸地。根據2020年美國人口普查的數據，當地共有人口1923人，而人口密度為每平方千米22.23人。